# 贵州秋海棠
贵州秋海棠（学名：Begonia kouytcheouensis）是秋海棠科秋海棠属的植物，是中国的特有植物。分布在中国大陆的贵州等地，目前已由人工引种栽培。